# 1953 en musique
| \| • Retour à la chronologie générale de la musique populaire • \| |
| XXIe siècle • XXe siècle • XIXe siècle • XVIIIe siècle XVIIe siècle • XVIe siècle • XVe siècle • XIVe siècle XIIIe siècle • XIIe siècle • XIe siècle • Xe siècle IXe siècle • VIIIe siècle • Haut Moyen Âge • Rome • Grèce |
| • Retour à la chronologie générale de la musique populaire • |

| • Retour à la chronologie générale de la musique populaire • |

| Années de la musique populaire : 1950 - 1951 - 1952 - 1953 - 1954 - 1955 - 1956    |
| Décennies de la musique populaire : 1920 - 1930 - 1940 - 1950 - 1960 - 1970 - 1980 |

Cet article présente les faits marquants de l'année 1953 en musique.

## Événements
- 1er janvier : mort d'Hank Williams, star de la musique country.
- 12 janvier : Débuts de Jacques Brel à Paris.
- 15 mai : enregistrement en public au Massey Hall de Toronto du double album Jazz at Massey Hall par Dizzy Gillespie, Charlie Parker, Bud Powell, Charles Mingus, et Max Roach.

## Disques sortis en 1953
- Albums sortis en 1953
- Singles sortis en 1953

## Principaux albums de l'année
- 13 mars : By the Light of the Silvery Moon, de Doris Day
- avril : Louis Prima Plays, de Louis Prima
- juin : "la musique Française au XVIIIe siècle" par Jean-François Paillard, premier enregistrement de la firme ERATO.
- 9 novembre : Calamity Jane, de Doris Day
- La Mauvaise Réputation, de Georges Brassens
- Paris canaille, de Léo Ferré

## Principaux singles de l'année
- janvier : Your Cheatin' Heart, d'Hank Williams (posthume)
- janvier : The Death Of Hank Williams, de Jimmy Logsdon
- janvier : Real Rock Drive, de Bill Haley & Haley's Comets
- février : Hound Dog, de Big Mama Thornton
- février : Crawlin', des Clovers
- février : Don't Let the Stars Get in Your Eyes, de Perry Como
- mars : Bear Cat, de Rufus Thomas
- avril : Crazy Man, Crazy, de Bill Haley & Haley's Comets
- mai : Get It, des Royals
- mai : One Scotch, One Bourbon, One Beer, d'Amos Milburn
- mai : I Believe, de Frankie Laine
- juin : Battle Of The Blues, de Wynonie Harris & Big Joe Turner
- juillet : Crying in the Chapel, des Orioles
- août : Vaya Con Dios, de Les Paul & Mary Ford
- août : Baby It's You, des Spaniels
- août : Honey Hush, de Big Joe Turner
- septembre : Money Honey des Drifters
- septembre : Look at That Girl, de Guy Mitchell
- octobre : Daddy Rolling Stone, d'Otis Blackwell
- octobre : Rock Me Baby, de Johnny Otis
- octobre : That's Amore, de Dean Martin
- octobre : Sittin' And Rockin', d'Illinois Jacquet
- novembre : Answer Me, de Frankie Laine
- I'm Walking Behind You, d'Eddie Fisher

## Succès de l'année enFrance
- Paris Canaille – Léo Ferré
- Les Amoureux des bancs publics – Georges Brassens

## Naissances
- 1er janvier : Alpha Blondy, chanteur de reggae ivoirien.
- 6 janvier : Malcolm Young, guitariste et fondateur du groupe de hard-rock australien AC/DC († 18 novembre 2017).
- 10 janvier : Pat Benatar,  chanteuse américaine de rock.
- 26 janvier : Lucinda Williams,  chanteuse américa de blues, folk et country.
- 2 février : Louis Sclavis, clarinettiste et saxophoniste de jazz français.
- 7 février : Gérard Blanchard, chanteur et accordéoniste de rock français.
- 26 février : Michael Bolton, chanteur américain.
- 3 mars : Robyn Hitchcock, chanteur et guitariste anglais.
- 4 mars : Rose Laurens, chanteuse française († 30 avril 2018).
- 23 mars : Chaka Khan, chanteuse de soul américaine.
- 28 avril : Kim Gordon, chanteuse et bassiste du groupe de no-wave américain Sonic Youth.
- 8 mai : Alex Van Halen, batteur du groupe de hard-rock américain Van Halen.
- 14 mai : Peter Garrett, chanteur du groupe de rock australien Midnight Oil.
- 15 mai : Mike Oldfield, musicien multi-instrumentiste et compositeur britannique.
- 7 juin : Johnny Clegg, dit le zoulou blanc, chanteur sud-africain.
- 22 juin : Cyndi Lauper, chanteuse américaine.
- 7 juillet : Richard Kolinka, batteur du groupe de rock français Téléphone.
- 14 août : James Horner, compositeur de musiques de films américain († 22 juin 2015).
- 17 août : Kevin Rowland, chanteur du groupe irlandais Dexys Midnight Runners.
- 9 octobre : Denis Dufour, compositeur français de musique concrète.
- 10 octobre : Midge Ure, guitariste et chanteur écossais des groupes Ultravox et Visage.
- 15 octobre : Tito Jackson, chanteur du groupe de soul américain The Jackson Five († 15 septembre 2024).
- 11 novembre : Andy Partridge, XTC.
- 14 novembre : Patrick Sébastien, imitateur, humoriste, acteur, chanteur et producteur-animateur français.
- 23 novembre : Francis Cabrel, chanteur français.

Dates non-connues :
- Darol Anger, violoniste américain.
- Jean Voguet, compositeur français de musique acousmatique et contemporaine.

## Décès
- 1er janvier : Hank Williams, chanteur américain de musique country.
- 16 mai : Django Reinhardt, guitariste de jazz manouche.
- 17 mai : Léon Alfred Fourneau, dit Léon Xanrof, auteur-compositeur et chansonnier français montmartrois, né en 1867.
- 19 novembre : Charles-Joseph Pasquier, dit Bach, chanteur comique, acteur et dramaturge français.